# Български военнопленници през Втората световна война
Българските военнопленници през Втората световна война са войници и офицери от Българската армия пленени от германските войски през периода септември 1944 г. – май 1945 г. във Вардарска Македония, Източна Сърбия, Северна Гърция, Унгария и Австрия, след обявяването на война на Германия от страна на България на 8 септември 1944 г.

## Предистория
През септември 1944 г. след успешно настъпление против германците в Румъния съветските войски достигат границите на България. На 8 септември 1944 г. България обявява война на нацистка Германия а силите на Отечествения фронт и Българската армия с пряката помощ на министъра на войната генерал Иван Маринов извършват на 9 септември 1944 г. преврат и в България идва на власт правителство на ОФ ръководено от Кимон Георгиев в което влизат представители на всички антифашистки партии от отеченофронтовската коалиция – БРП(к), БЗНС – пладне, Пк „Звено“ и Социалдемократическата и Радикалната партии което правителство препотвърждава обявяването на война на Германия и поисква примирие от страните от Антихитлеристката коалиция – САЩ, СССР(който практически не воюва против България) и Великобритания което е прието от съюзните държави като на 16 септември 1944 г. в София влизат съветски войски от Трети украински фронт командвани от маршал Фьодор Толбухин. Главнокомандващ Българската армия е генерал Иван Маринов. На 28 октомври 1944 г. България подписва примирие с Антихитлеристката коалиция с което се задължава да участва във войната срещу нацистка Германия, макар от месец и половина страната да участва със свои войски във войната срещу германската армия. Правителството на Отечествения фронт реорганизира Българската армия преименувана от Българска войска на Българска народна войска и я поставя под оперативно подчинение на Трети украински фронт на съветските войски. За участие в първата фаза на войната против нацискта Германия правителството ангажира три армии – 1-ва, 2-ра и 4-та български армии с общ състав 450 хил. български войници и офицери а във втората фаза на войната 1944 – 1945 г. участва една армия – Първа българска армия командвана от генерал Владимир Стойчев в състав от 130 хил български войници и офицери. В същото време в територии като Вардарска Македония, Източна Сърбия и Северна Гърция – Беломорието се намират Пета българска армия, Първи окупационен корпус и Втори окупационен корпус по късно преименуван на Беломорски отряд и Седма българска армия. Още на 7 септември германски военни части пленяват щаба на първи корпус в Нишка баня в източна Сърбия а негови полкове повеждат бой с германците, докато германски военни части от група „Е“ изтегляйки се от Гърция нападат части на Пета българска армия при Битоля и Втори окупационен корпус в Беломорието.

## Ход на пленяването и военни действия

### Вардарска Македония
В Македония се намира в септември 1944 Пета българска армия командвана от генерал Владимир Кецкаров заменил генерал Александър Попдимитров на този пост на 12 септември получава заповед за изтегляне към старите предели на България. Тя се състои от 14-а, 15-а, 17-а и 29-а пехотна дивизии и 1-ва конна бригада в Македония и Южна Сърбия. Още на 6 септември 1944 г. германски военни поделения атакуват, нападат и обезоръжават 14-а и 29-а пехотна дивизия а войниците са пленени и отведени във военнопленнически лагер намиращ се в Скопския затвор. На 10 септември 1944 г. германски военни части от изтеглящата се от Гърция група армии „Е“ заемат позиции около гр. Битоля и предявяват ултиматум за капитулация на командирите на Петдесет и четвърти пехотен битолски полк и Петдесет и пети пехотен охридски полк изтеглил се от Охрид преди това. Те самите са отишли на преговори с германците. Командирът на 55-и пехотен полк полковник Никола Дренски отказва да се предаде и се застрелва в слепоочието, а командирът на 54-ти пехотен полк полк.Александър Цанев е пленен. Части на 54-ти пехотен полк и Четиредесет и пети пехотен полк завързват боеве с германците и успяват да разбеят обръча около тях и се разбягват в околните гори. В Битоля на 15 септември 1944 г. германците създават военнопленнически лагер. В началото на октомври 1944 г. германските военни части предприемат извозване с влакови композиции на част от военнопленници от българската армия в посока към Германия, а друга част са прехвърлени в скопския затвор където се намират и 30 италиански военнопленници пленени през 1943 г. След започналото през октомври 1944 г. настъпление на 1-ва и 4-та български армии в Страцинско-Кумановска операция и Брегалнишко-Струмишка операция германците разбират че скоро ще трябва да се изтеглят. При оттеглянето си те подкарват със себе си част от военнопленниците българи. На 13 октомври 1944 г. моторна колона на германците командвана от оберлейтенант Август Фогел, откарва 25 български военнопленници от Петдесет и пети пехотен охридски полк с колоната от камиони и зенитно артилерийски оръдия в посока Драч в Албания град също все още контролиран от хитлеристките войски. По време на пътуването колоната с пленниците спира в Охрид, където българското население организира спасението на българските военнопленници, а когато германският комендант капитан втори ранг Баумгартен и оберлейтенант Фогел разбират за бягството, заплашват да двигнат във въздуха града ако до 3 часа не им върнат военнопленниците. Населението отказва да ги върне, а германският комендант поисква от всеки гражданин половин килограм злато за откупуване на военнопленниците и града от разрушение, а общо трябва да се съберат 10 килограма злато, което с много усилия е направено. По късно тези български военнопленници са спасени от югославски партизани, с които отиват чак до Сърбия откъдето през февруари 1945 г. се връщат в България и всички след кратък отпуск са изпратени на фронтав състава на Първа българска армия в Унгария и Австрия. В края на октомври до средата на ноември с настъплението на българската армия в Македония са освободени от военнопленническия лагер в Битоля и от скопския затвор над 5000 български военнопленници, а друга част от тях са овободени от германски военнопленнически лагери намиращи се в Унгария след настъплението на Първа българска армия през март 1945 г. Има и трета част военно пленници, които дочакват края на войната в лагери в Австрия и Германия и чак тогава са освободени от българските, съветките и англо-американските войски след капитулацията на нацистка Германия.

### Северна Гърция
Германската група Е изтегляща се от Гърция през септември 1944 г. атакува частите на Втори окупационен корпус в състав 7-а и 16-а пехотни дивизии командвани от генерал Асен Сираков по поречието на река Струма. Българският Втори корпус отхвърля германските войски с мощно контранастъпление в състоялата се Струмска операция (1944) през септември-октомври 1944 г. но на някои рубежи германците взимат в плен български войници и офицери. Част от тях е разстреляна по пътя за вардарска Македония. Голяма част от тях е откарана с изтеглящите се германски войски към Битоля където са въдворени във военнопленническия лагер. Част от тези пленници са овободени от българските войски през октомври 1944 г. а друга част споделя съдбата на военнопленниците от 5-а българска армия извозени с влакови композиции и въдворени в лагери в Австрия и Германия.

### Източна Сърбия
Части от Първи окупационен корпус са пленени още на 7 септември 1944 г. а военнопленниците са откарани в лагери в Германия от където са освободени в края на войната, а една част е екзекутирана.

## Други
Български офицери намиращи се в различни географски места с досег с германски войски са пленени и изпратени в лагери в Германия. Поручик Иван Неделчев намиращ се на 9 септември 1944 г. в на специализация в Германия изпратен от предишната власт в България през юли 1944 г. е пленен с цялата група български офицери в германското военно танково училище в Берлин и въдворен в лагера Вустрау в западната част на Германия.